# Corrigiola litoralis
Pasacaminos (Corrigiola litoralis) es una planta de la familia de las cariofiláceas.

## Descripción
Planta verde azulada, de tallos tumbados, ramificados intrincadamente, de 10-40 cm de longitud, con hojas alternas pero aproximadas, a todo lo largo de los tallos, casi elípticas, más estrechas por el lado próximo al tallo. Flores pequeñas de 1-1,5 mm, blancas , numerosas, en grupitos terminales o axilares, que duran desde la primavera al otoño.

## Distribución y hábitat
En el oeste, centro y sur de Europa.
En la península ibérica en Castilla y León. Crece frecuentemente sobre suelos arenosos húmedos, en lechos de arroyos o vasos de pantano. Sus pequeñas semillas gustan a los pájaros, como el verderillo o el jilguero.